# Zonguldak
Zonguldak es una ciudad y distrito situado en la región del Mar Negro, en Turquía, y la capital de la provincia de Zonguldak. La ciudad cuenta con una población de 109 080 habitantes (2012). Se trata de un importante puerto del mar Negro, conocido por las minas de carbón.

## Etimología

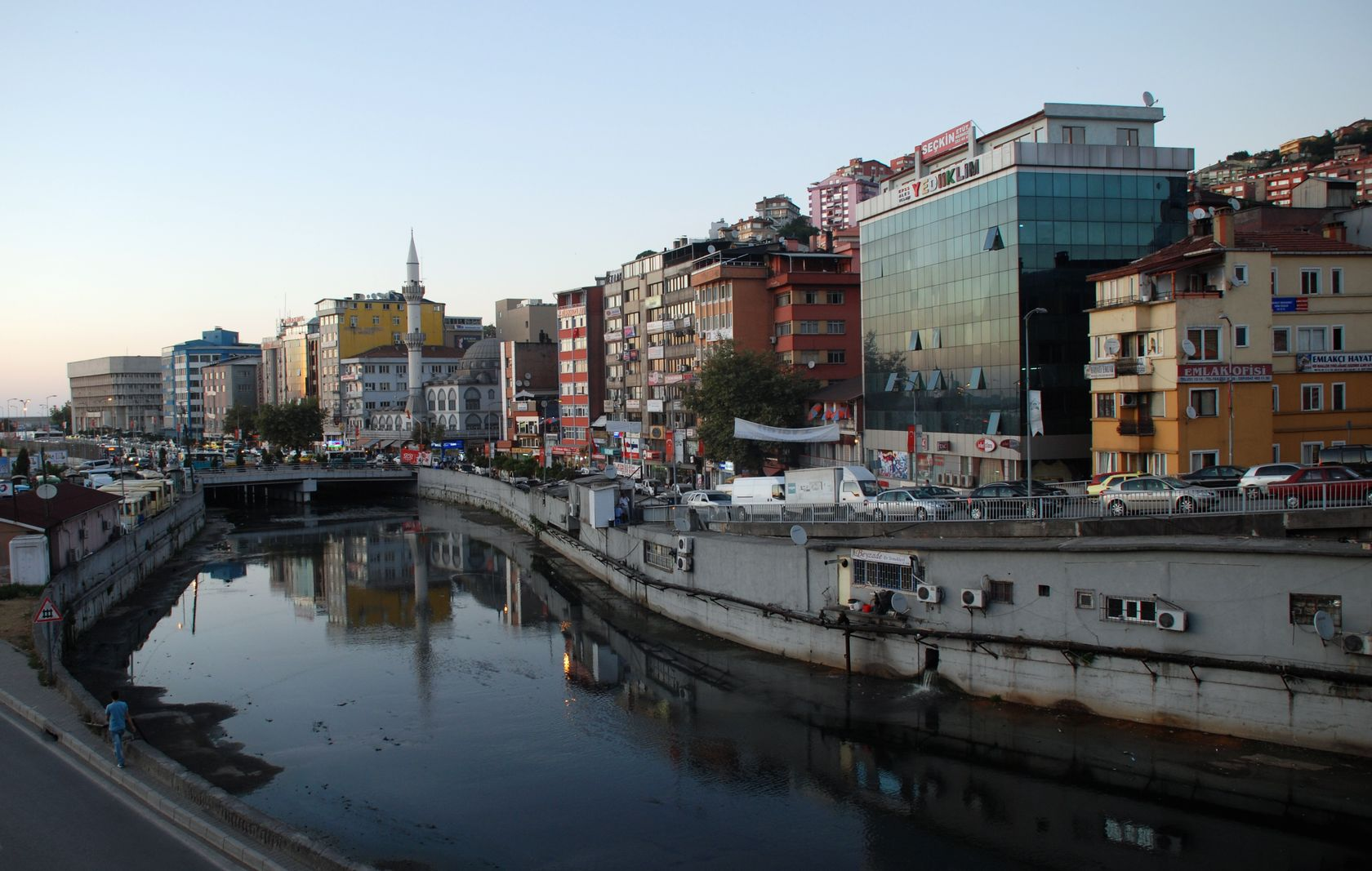
Vista del centro de Zonguldak.

El nombre de la ciudad probablemente proviene de Zone Geul-Dagh, el nombre dado a la zona por las empresas mineras francesas y belgas. El monte Göldağı («montaña del lago») es el más alto, situado en el cercano distrito de Devrek.
Otra posibilidad es que provenga del turco zongalık, que significa pantano, o zongura. También puede derivar del nombre del antiguo asentamiento de Sandraka o Sandrake.
Según otra teoría, el nombre puede ser la combinación de dos palabras, Jungle-Dagh, de jungle («jungla»), nombre que utilizaron los empresarios franceses debido a la irregular y boscosa geografía, y dağ («montaña»).

## Historia
Se sabe que se descubrió carbón en la región de Karadeniz Ereğli durante el sultanato de Mahmut II y que se empezó a extraer durante el de Abdülmecit I.

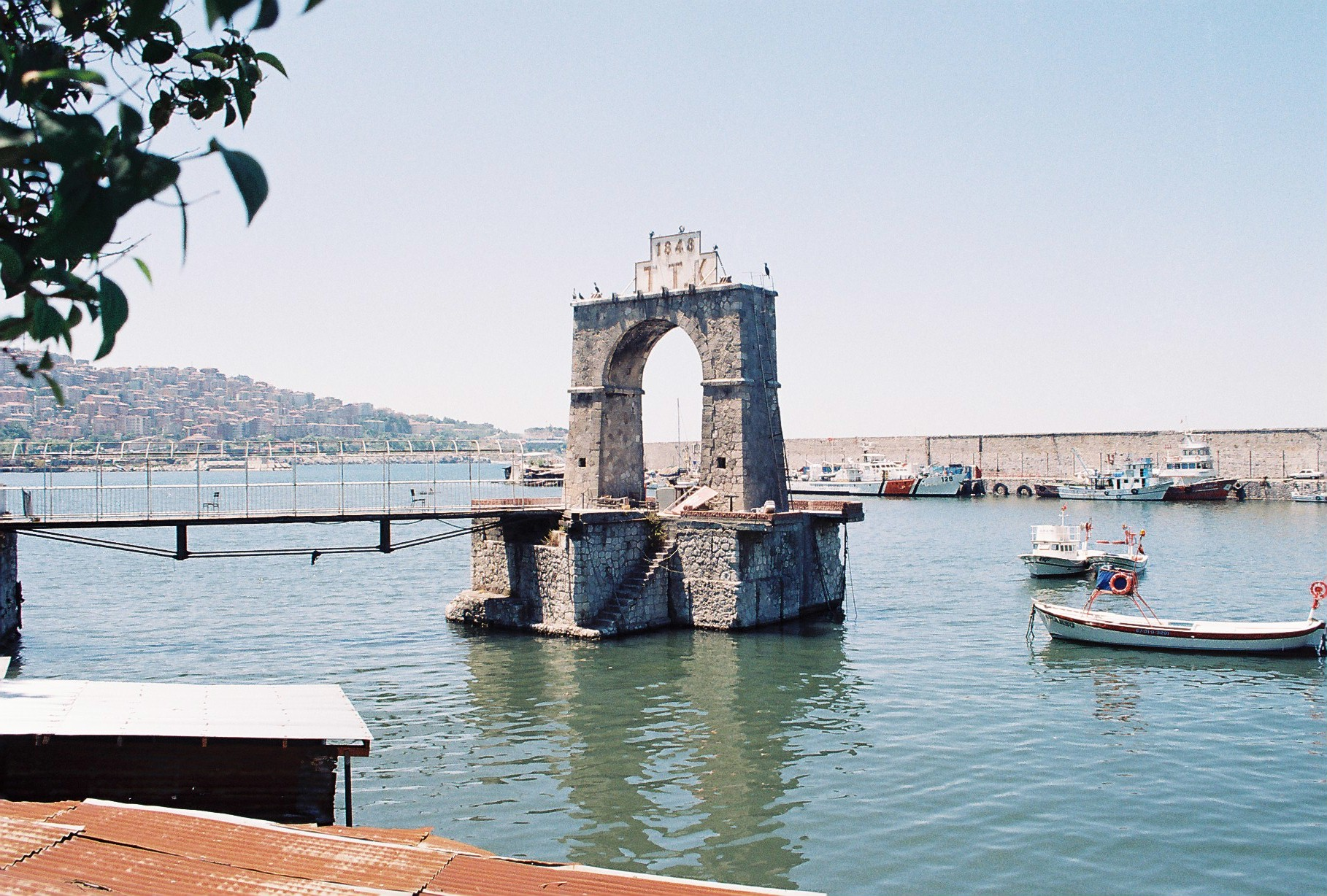
El antiguo puerto de carbón de Zonguldak, construido en 1848.

La primera muestra de carbón turco se llevó desde Ereğli a Estambul en 1822, aunque no se exploró ni explotó el yacimiento. Sin embargo, en 1829, Uzun Mehmet, marinero del pueblo de Kestaneci, llevó otra muestra a Estambul. Esta vez, se le prestó especial atención al descubrimiento y se le otorgó una pensión vitalicia, que no llegó a disfrutar porque fue asesinado.
Los primeros mineros solicitados y llevados desde el Imperio austríaco fueron los croatas austríacos, empleados en las minas de carbón de Ereğli. La correspondencia entre Estambul y la embajada de Viena demuestra que la producción de carbón de la cuenca de Ereğli se remonta 18 meses antes de la solicitud de marzo de 1837 y que la producción comenzó en septiembre de 1835.
Una investigación de Hazine-i Hassa (el departamento del tesoro imperial otomano) en los archivos otomanos muestra que las actividades mineras regulares en la cuenca de Ereğli se iniciaron en febrero de 1841. El artículo publicado el 14 de febrero de 1841 del periódico Ceride-i Havadis lo confirma.
La empresa de carbón de Ereğli tenía seis socios (Ahmed Fethi Pasha, Rıza Pasha, Safveti Pasha, Tahir Bey Efendi, Izzet Pasha y Mustafa Efendi) para extraer el carbón de la cuenca de Ereğli. Inicialmente, se encontraba bajo los auspicios de Darphane-i Amire, y se transfirió a Hazine-i Hassa cuando se estableció en 1849.

## Clima

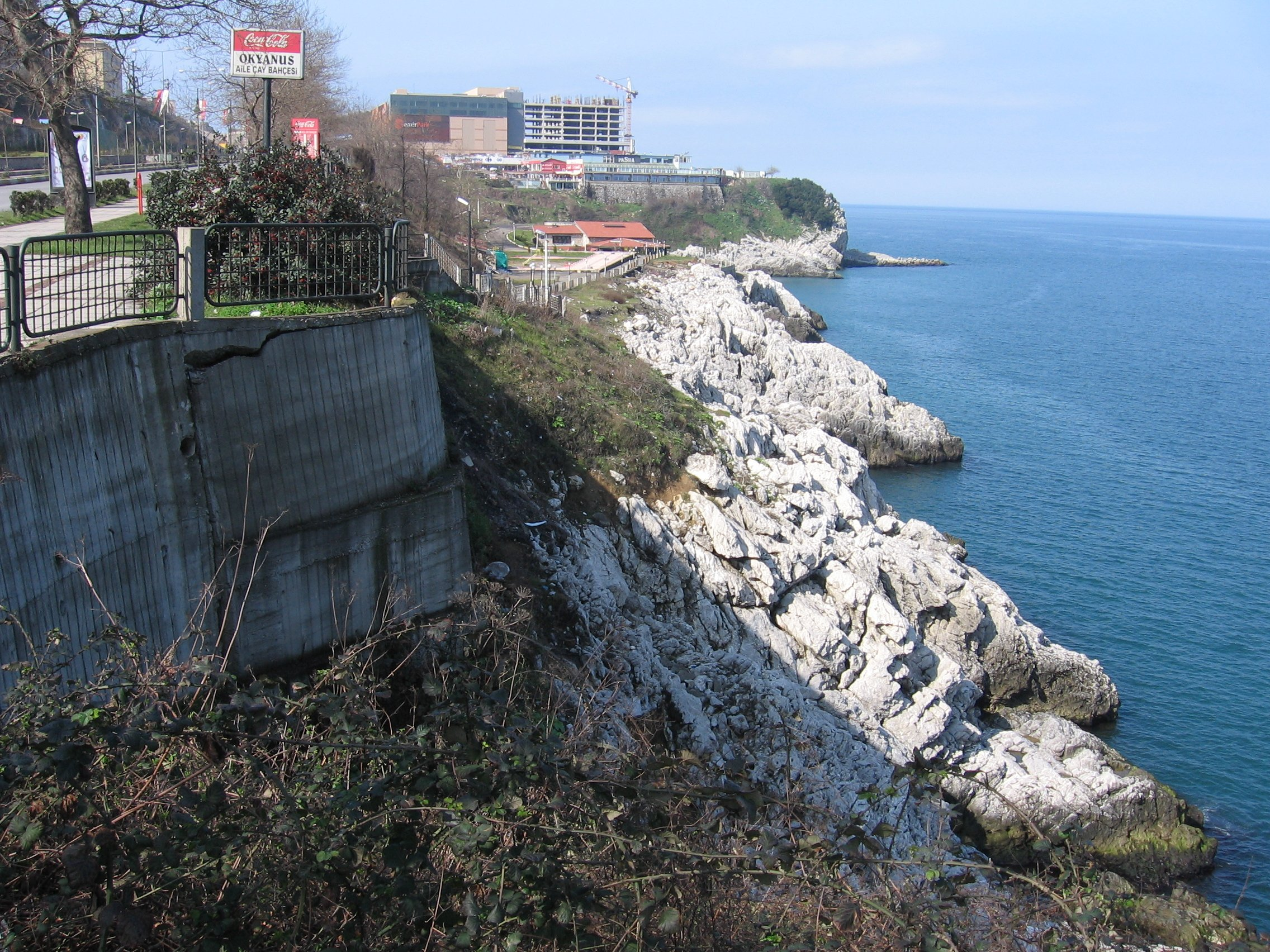
Vista de la costa de la ciudad.

De acuerdo a los datos de la tabla a continuación y a los criterios de la clasificación climática de Köppen modificada el clima de Zonguldak es oceánico de tipo Cfb.
| Parámetros climáticos promedio de Zonguldak (1970-2011)        | Parámetros climáticos promedio de Zonguldak (1970-2011) | Parámetros climáticos promedio de Zonguldak (1970-2011) | Parámetros climáticos promedio de Zonguldak (1970-2011) | Parámetros climáticos promedio de Zonguldak (1970-2011) | Parámetros climáticos promedio de Zonguldak (1970-2011) | Parámetros climáticos promedio de Zonguldak (1970-2011) | Parámetros climáticos promedio de Zonguldak (1970-2011) | Parámetros climáticos promedio de Zonguldak (1970-2011) | Parámetros climáticos promedio de Zonguldak (1970-2011) | Parámetros climáticos promedio de Zonguldak (1970-2011) | Parámetros climáticos promedio de Zonguldak (1970-2011) | Parámetros climáticos promedio de Zonguldak (1970-2011) | Parámetros climáticos promedio de Zonguldak (1970-2011) |
| Mes                                                            | Ene.                                                    | Feb.                                                    | Mar.                                                    | Abr.                                                    | May.                                                    | Jun.                                                    | Jul.                                                    | Ago.                                                    | Sep.                                                    | Oct.                                                    | Nov.                                                    | Dic.                                                    | Anual                                                   |
| -------------------------------------------------------------- | ------------------------------------------------------- | ------------------------------------------------------- | ------------------------------------------------------- | ------------------------------------------------------- | ------------------------------------------------------- | ------------------------------------------------------- | ------------------------------------------------------- | ------------------------------------------------------- | ------------------------------------------------------- | ------------------------------------------------------- | ------------------------------------------------------- | ------------------------------------------------------- | ------------------------------------------------------- |
| Temp. máx. abs. (°C)                                           | 24.1                                                    | 26.7                                                    | 29.9                                                    | 33.6                                                    | 35.6                                                    | 37.4                                                    | 39.5                                                    | 39.0                                                    | 34.0                                                    | 35.9                                                    | 29.9                                                    | 28.1                                                    | 39.5                                                    |
| Temp. máx. media (°C)                                          | 9.1                                                     | 9.3                                                     | 10.9                                                    | 15.1                                                    | 18.8                                                    | 23.1                                                    | 25.1                                                    | 25.2                                                    | 22.3                                                    | 18.5                                                    | 14.7                                                    | 11.2                                                    | 16.9                                                    |
| Temp. media (°C)                                               | 6.1                                                     | 6.0                                                     | 7.5                                                     | 11.4                                                    | 15.4                                                    | 19.7                                                    | 22.0                                                    | 21.9                                                    | 18.6                                                    | 15.0                                                    | 11.2                                                    | 8.1                                                     | 13.6                                                    |
| Temp. mín. media (°C)                                          | 3.6                                                     | 3.4                                                     | 4.7                                                     | 8.3                                                     | 12.1                                                    | 16.0                                                    | 18.3                                                    | 18.4                                                    | 15.5                                                    | 12.3                                                    | 8.5                                                     | 5.5                                                     | 10.6                                                    |
| Temp. mín. abs. (°C)                                           | -6.0                                                    | -7.2                                                    | -6.4                                                    | -2.1                                                    | 3.2                                                     | 8.8                                                     | 11.2                                                    | 11.1                                                    | 5.9                                                     | 1.8                                                     | -0.8                                                    | -3.5                                                    | -7.2                                                    |
| Precipitación total (mm)                                       | 124.9                                                   | 85.2                                                    | 88.0                                                    | 60.0                                                    | 54.0                                                    | 71.6                                                    | 79.5                                                    | 86.5                                                    | 114.3                                                   | 154.0                                                   | 148.0                                                   | 156.2                                                   | 1222.2                                                  |
| Días de precipitaciones (≥ )                                   | 17.7                                                    | 15.5                                                    | 14.6                                                    | 12.6                                                    | 10.9                                                    | 8.8                                                     | 7.6                                                     | 7.2                                                     | 9.0                                                     | 13.0                                                    | 14.0                                                    | 17.7                                                    | 148.6                                                   |
| Horas de sol                                                   | 68.2                                                    | 70.63                                                   | 127.1                                                   | 159.0                                                   | 226.3                                                   | 282.0                                                   | 316.2                                                   | 288.3                                                   | 222.0                                                   | 173.6                                                   | 96.0                                                    | 68.2                                                    | 2097.5                                                  |
| Fuente: Devlet Meteoroloji İşleri Genel Müdürlüğü (1970-2011). |                                                         |                                                         |                                                         |                                                         |                                                         |                                                         |                                                         |                                                         |                                                         |                                                         |                                                         |                                                         |                                                         |

## Ciudades hermanadas
Zonguldak mantiene un hermanamiento de ciudades con:
- Bríndisi, Italia
- Castrop-Rauxel, Alemania
- Jersón, Ucrania
- Monfalcone, Italia